# Riviérette
La Riviérette est une rivière française des départements de l'Aisne et du Nord dans les Hauts-de-France, sous-affluente de la Meuse par la Sambre.

## Géographie
Elle a deux sources au Garmouzet et à Fontenelle en Thiérache dans le département de l'Aisne. Elle se jette dans la Sambre en amont de Landrecies. Altitude de  confluence : 134 m.
Sa pente moyenne est de 4,1 ‰ (dénivelé de 4 mètres tous les kilomètres) et cette rivière ne présente pas d'affluent.
La longueur de son cours d'eau est de 20,3 km.